# Under the Sea
Under the Sea é uma canção do filme da Walt Disney Animation Studios A Pequena Sereia de 1989. Foi composta por Alan Menken e com letras de Howard Ashman. Foi baseada na canção "The Beautiful Briny" do filme Bedknobs and Broomsticks. Tem influência do gênero musical calipso do Caribe, estilo que se originou em Trindade e Tobago. A canção foi interpretada por Samuel E. Wright no filme. A canção ganhou o Oscar de melhor canção original em 1989, o Grammy Awards de melhor canção para uma mídia visual e também o Globo de Ouro de melhor canção original.

## Versão brasileira
No Brasil, recebeu o título de "Aqui no Mar", sendo interpretada por André Filho como o caranguejo Sebastião. André participou das dublagens feitas no Brasil, sendo a primeira de 1989 e a segunda de 1998. O que difere as duas versões é a troca do coro durante a canção. O coro atual contém as vozes de Myrian Peracchi, Kaleba Villela, Kika Tristão, Célia Vaz, Jorge Jefferson, Gelson Ramos da Costa e Jayme Rocha. Telmo Perle Münch foi o responsável pela tradução da canção.
O cantor brasileiro Diogo Nogueira regravou a canção em estilo samba para a coletânea Disney Adventures in Samba, lançada em 2010.

## Formatos e faixas
EUA 12" Single
1. "Under the Sea (Atlantic Ocean Single Mix)" - 3:36
2. "Under the Sea (Jellyfish Mix)" - 5:20
3. "Under the Sea (Mermaid Dub)" - 3:27
4. "Under the Sea (Pacific Ocean Single Mix)" - 3:10
5. "Under the Sea (Polka Dot Bikini Mix)" - 5:33
6. "Under the Sea (Sub Dub)" - 3:46

Reino Unido 7" Single
1. "Under the Sea (Atlantic Ocean Single Mix)" - 3:36
2. "Under the Sea (Original Version)" - 3:12

Reino Unido 12" Single
1. "Under the Sea (Jellyfish Mix)" - 5:20
2. "Under the Sea (Atlantic Ocean Single Mix)" - 3:36
3. "Under the Sea (Polka Dot Bikini Mix)" - 5:33
4. "Under the Sea (Mermaid Dub)" - 3:27